# Саут-Гадлі (Массачусетс)
Саут-Хадлі (англ. South Hadley) — місто (англ. town) в США, в окрузі Гемпшир штату Массачусетс. Населення — 18 150 осіб (2020).

## Демографія
Згідно з переписом 2010 року, у місті мешкало 17 514 осіб у 6793 домогосподарствах у складі 4156 родин. Було 7156 помешкань
Расовий склад населення:
| - 90,0 % — білих - 4,0 % — азіатів - 2,2 % — чорних або афроамериканців - 0,1 % — вихідців з тихоокеанських островів - 0,1 % — корінних американців - 1,3 % — осіб інших рас |

До двох чи більше рас належало 2,2 %. Частка іспаномовних становила 4,3 % від усіх жителів.
За віковим діапазоном населення розподілялося таким чином: 16,9 % — особи молодші 18 років, 65,9 % — особи у віці 18—64 років, 17,2 % — особи у віці 65 років та старші. Медіана віку мешканця становила 40,6 року. На 100 осіб жіночої статі у місті припадало 69,4 чоловіків;  на 100 жінок у віці від 18 років та старших — 64,5 чоловіків також старших 18 років.
Середній дохід на одне домашнє господарство  становив 82 422 долари США (медіана — 66 940), а середній дохід на одну сім'ю — 98 849 доларів (медіана — 80 227). Медіана доходів становила 52 992 долари для чоловіків та 48 311 долар для жінок. За межею бідності перебувало 10,4 % осіб, у тому числі 11,0 % дітей у віці до 18 років та 8,8 % осіб у віці 65 років та старших.
Цивільне працевлаштоване населення становило 9360 осіб. Основні галузі зайнятості: освіта, охорона здоров'я та соціальна допомога — 43,5 %, мистецтво, розваги та відпочинок — 9,7 %, роздрібна торгівля — 9,4 %.